# Топъл атмосферен фронт
При топлия фронт студеният въздух отстъпва, а топлият се надхлъзва над него и едновременно заема мястото му. Надхлъзващият се топъл въздух обикновено се движи по-бързо от отстъпващия студен въздух. Благодарение на това топлият въздух започва да се изкачва върху студения въздух и в него се създава активно възходящо движение по фронталната повърхнина, при което се развива характерна облачност. Най-напред и най-високо се развива нежна переста облачност, съставена от ледени кристалчета. По-надолу и по-назад следва обширно облачно було, през което слънцето едва прозира. Най-ниско и назад се развива тъмна облачна маса (слоестодъждовни облаци), която дава продължителни и обложни валежи. При топлия фронт валежите падат преди фронта в една ивица, широка до 300 km, а през зимата – и в по-широка ивица.
| Промени на          | Преди преминаването на фронта                                               | По време на преминаването | След преминаването на фронта                                     |
| ------------------- | --------------------------------------------------------------------------- | ------------------------- | ---------------------------------------------------------------- |
| Температура         | Леко постоянно намаляване                                                   | Покачване                 | Постоянна                                                        |
| Вятър               | Юг-Югоизток(северно полукълбо) Север-Североизток(южно полукълбо)            | Променлив                 | Юг-Югозапад(северно полукълбо) Север-Северозапад(южно полукълбо) |
| Атмосферно налягане | Постоянно намаляване                                                        | Спиране на понижението    | Малка промяна или леко понижаване                                |
| Валежи              | Слаб до умерен дъжд                                                         | Няма или много лек        | Сняг или дъжд                                                    |
| Облаци              | Перести(Ci), пересто-слоести(CS), високо слоести(AS) и слоесто-дъждовни(NS) | Слоести облаци(St)        | Слоести облаци(St), Слоесто-купести(Sc)                          |